# Влодарский, Бронислав
Бронислав Адольф Влодарский (пол. Bronisław Adolf Włodarski; 2 ноября 1895, Тернополь — 9 апреля 1974, Гдыня) — польский историк, специалист по истории средневековой Польши и всемирной истории, а также вспомогательных исторических дисциплин. Исследовал взаимоотношения польских князей с Галицко-Волынским княжеством.

## Биография
В 1914 году с отличием окончил Вторую гимназию в Тернополе, где его учителем истории был Юзеф Видаевич. С 1920 года работал учителем в VIII государственной гимназии и лицея в Львове. В 1923 году окончил исторические студии в Львовском университете и получил докторскую степень. Тема диссертации «Polityka ruska Leszka Białego 1202-1227», а руководителем был Станислав Закшевский.
В 1926-1927 годах на стипендию правительства Чехословакии учился в Карловом университете в Праге под руководством Вацлава Новотного. В 1932-1933 годах проводил архивные исследования в Италии (в основном в Ватиканском архиве). В 1932 году перешел на работу в VI государственную гимназию и лицей в Львове. Работал там вплоть до 1941 года (1937-1941 гг. как директор). В 1934 г.— хабилитировался на основании труда «Polska i Czechy w drugiej połowie XIII i początkach XIV wieku» и получил звание доцента Львовского университета.
С приходом нацистов во Львов в 1941 году был координатором тайной сети середнешкольного образования во Львове. Работал в строительной конторе и простым рабочим на стройке.
После войны оказался в Торуни, где 30 сентября 1945 года начал работу в только заснованім Университете Николая Коперника. В 1946 году получил звание чрезвычайного профессора, а в 1957 — обычного. В 1946-1952 работал в Высшей педагогической школе в Гданьске.
В 1948-1950 — продекан, с 1950 до 1952 — декан Гуманитарного факультета Университета Николая Коперника. В 1950 году организовал Объединение кафедр истории и в 1952 году стал его руководителем. Когда Объединение было преобразовано в Институт истории, то в 1956-1959 и 1963-1966 годах был его директором. В 1956-1962 гг. — проректор по учебной части Университета Николая Коперника в Торуни.
В 1966 году перешел к эмеритации. Умер 9 апреля 1974 года в Гдыне, похоронен на кладбище св. Юрия в Торуни.

## Избранные публикации
- «Przegląd literatury o stosunkach polsko-czeskich za ostatnich Przemyślidów» (Львов 1928),
- «Rzekomy dokument Światopełka pomorskiego z 1180 r.» (1929),
- «Polska i Czechy w drugiej połowie XIII i początkach XIV wieku (1250-1306)» (Львов, 1931),
- Polityka Jana Luksemburczyka wobec Polski za czasów Władysława Łokietka» (Львов, 1933),
- «Wołyń pod rządami Rurykowiczów i Bolesława Jerzego Trojdenowicza» (1933),
- «Stanisław Zakrzewski: zarys biograficzny» (1936),
- «Alians rusko-mazowiecki z drugiej połowy XIII wieku: karta z dziejów Konrada II Mazowieckiego» (1938),
- «Historia Polski i powszechna w krótkim zarysie. Z. 2, Polska dzielnicowa i odbudowa królestwa polskiego. Miasta średniowieczne (wiek XII—XIV)» (1948, обработки),
- «Chronologia polska» (1957, редактор, репринтом 2007, ISBN 8301149493),
- «Salomea, królowa halicka: karta z dziejów wprowadzenia zakonu klarysek do Polski» (1957),
- «Problem jaćwiński w stosunkach polsko-ruskich» (Торунь 1959),
- «Stanowisko Rusi halicko-wołyńskiej wobec akcji zjednoczeniowej Władysława Łokietka i jego powiązanie z utratą Pomorza Gdańskiego» (1962),
- «Udział Rusi halicko-włodzimierskiej w walce książąt na Mazowszu w drugiej połowie XIII wieku» (1962),
- «Polska i Ruś: 1194-1340» (1966),
- «Polityczne plany Konrada I księcia mazowieckiego» (1971).